# Mulan (film 1998)
Mulan è un film d'animazione del 1998 diretto da Tony Bancroft e Barry Cook.
Basato sull'antica leggenda cinese di Hua Mulan. Prodotto da Walt Disney Animation Studios per Walt Disney Pictures, e nono film prodotto durante il Rinascimento Disney, è il 36º Classico Disney. Lo sviluppo del film è iniziato nel 1994, quando alcuni supervisori artistici sono stati inviati in Cina per ricevere ispirazione artistica e culturale.
Mulan debuttò all'Hollywood Bowl di Los Angeles il 5 giugno 1998 e uscì negli Stati Uniti il 19 giugno. Il film fu ben accolto sia dal pubblico che dalla critica, che ne elogiò l'animazione, la trama, i personaggi (in particolare il personaggio titolare) e la colonna sonora. Incassò oltre 304 milioni di dollari a fronte di un budget di produzione di 90 milioni di dollari. Ottenne una nomination al Golden Globe e all'Oscar e ha vinto diversi Annie Awards, tra cui uno per il miglior film d'animazione. La storia va avanti nel secondo capitolo Mulan II nel 2004. Un adattamento live-action diretto da Niki Caro è stato realizzato nel 2020. Il personaggio di Mulan compare anche in diverse altre opere.

## Trama
Un'armata di Unni, sotto la guida del malvagio e crudele Shan Yu, invade la Cina imperiale della dinastia Han oltrepassando la Grande Muraglia. Per fermare la loro invasione, l'Imperatore della Cina ordina una mobilitazione di massa.
Nel frattempo, in un tranquillo villaggio, una ragazza di nome Fa Mulan, l'unica figlia dell'anziano veterano militare Fa Zhou, cerca di onorare la propria famiglia nell'unico modo in cui una bella donna può farlo nella società patriarcale cinese di quei tempi, ovvero dimostrare la sua idoneità come futura moglie ad un'organizzatrice di matrimoni. La giovane fa del suo meglio, ma è poco incline e perciò viene considerata dalla mezzana una disgrazia. Più tardi, giunge al villaggio Chi Fu, il consigliere dell’Imperatore, che annuncia la chiamata del sovrano alle armi per difendere il paese dagli Unni, a cui un uomo di ogni famiglia è obbligato a rispondere per arruolarsi nell’esercito imperiale. Per evitare che il suo anziano padre debba nuovamente arruolarsi, Mulan si traveste da uomo e parte per il campo di addestramento delle reclute a Fuzhou. Il drago Mushu, un ex guardiano declassato a suonare il gong, decide di aiutarla a diventare un'eroina per riscattarsi, insieme al grillo Cri-Cri.
Al campo, per Mulan e le altre reclute inizia un durissimo addestramento condotto dal capitano Li Shang. Nonostante l'incoraggiamento e i consigli di Mushu, la ragazza si trova subito in difficoltà alle prese con degli uomini indisciplinati, immaturi e ben lontani dagli ideali di virilità da loro tanto sbandierati. Oltre a dover seguire l'addestramento reclute al pari dei compagni, Mulan deve evitare che il proprio segreto venga scoperto. Ma grazie al suo ingegno e alla sua perseveranza, la ragazza riesce a terminare l'addestramento guadagnandosi il rispetto dei suoi compagni, in particolare di Yao, Ling e Chien Po, che diventano suoi migliori amici.
Poco tempo dopo, Mulan, Shang e il resto della truppa si mettono in marcia verso il Valico Tung Shao, un passo di montagna da cui gli invasori devono necessariamente passare. Giunti a destinazione, Shang e la sua truppa scoprono con orrore e sgomento che l'esercito imperiale è stato sterminato dagli Unni (i quali hanno anche raso al suolo il villaggio locale) e che il padre del ragazzo, il Generale Li, è morto in battaglia. Dopo aver pianto la morte del genitore, Shang ordina ai suoi uomini di passare attraverso il Valico Tung Shao per arrivare alla città imperiale, rimasta indifesa. Ma lungo il tragitto, vengono attaccati  dagli Unni, che si rivelano essere in enorme superiorità numerica. Con l'aiuto di Mushu, Mulan usa l'ultimo cannone per provocare una valanga che travolge e seppellisce gli Unni, riuscendo a salvare sia il capitano Shang che tutto l'esercito cinese. Ma durante la battaglia, la ragazza si è procurata una ferita all'addome causata dalla spada di Shan-Yu; sfortunatamente, durante le cure mediche, la sua vera identità viene rivelata. La scoperta è una cosa inammissibile e disonorevole per l'intera armata cinese, e perciò è prevista la pena di morte. Ma per aver dimostrato coraggio e rispetto nei suoi confronti, Shang decide di risparmiare la vita a Mulan, considerando il suo debito saldato. 
Dopo che l'armata se n'è andata, la ragazza rimane sola con Mushu e Cri Cri che la confortano. Nel frattempo però, Shan-Yu e alcuni dei suoi uomini, gli unici sopravvissuti alla valanga, vanno verso la città per sferrare il loro attacco decisivo. Mulan, che li ha visti, corre in sella al suo cavallo per avvertire Shang e i suoi compagni del pericolo, ma siccome il suo travestimento da uomo è stato dimesso, ogni sforzo risulta vano.
Dopo essersi nascosti in un costume da drago, gli Unni tendono un'imboscata a Shang e i suoi uomini saltando fuori allo scoperto, prendendo d'assalto il palazzo e rapiscono l'Imperatore. Mulan, Yao, Ling, Chien Po (travestiti da concubine) e Shang si infiltrano nel palazzo, per poi sconfiggere gli uomini di Shan-Yu e salvare l'Imperatore. Con l'aiuto di Mushu, Mulan riesce a sconfiggere il nemico che muore venendo travolto da un razzo schiantatosi contro la torre di lancio dei fuochi d'artificio.
Chi-Fu vorrebbe far arrestare la ragazza, ma per fortuna, l'Imperatore interviene e si congratula con Mulan per aver salvato la Cina dagli Unni. A questo punto, tutti gli abitanti si inchinano a lei in segno di onore. 
Appena ricevuto lo stemma dell'Imperatore e la spada di Shan-Yu come doni, Mulan torna a casa e presenta questi doni a suo padre, il quale è felice di riabbracciare la figlia. Poco dopo arriva il capitano Shang, che nel frattempo si è innamorato della ragazza grazie alle parole dell'Imperatore, accettando il suo invito a restare per cena, mentre Mushu riprende il suo ruolo di guardiano della famiglia Fa.

## Personaggi
- Fa Mulan: è la protagonista del film, che per evitare al padre, debole e malato, il combattimento al fronte poiché già infortunato da una precedente guerra, si taglia i capelli e gli ruba l'armatura presentandosi all'arruolamento come Fa Ping. È una ragazza molto dolce, sensibile, altruista, eroica e coraggiosa, sebbene sia talvolta maldestra. Riuscirà a diventare un abile soldato e salverà la Cina dagli Unni. Alla fine si fidanzerà con Li Shang, il suo capitano.
- Mushu: è un drago incaricato di risvegliare gli antenati suonando il gong, ma dopo aver distrutto la statua del drago che avrebbe dovuto proteggere Mulan decide, per non essere cacciato dagli antenati, di diventare lui stesso il protettore della giovane. Viene accennato che in passato, Mushu era uno dei guardiani della famiglia della ragazza, ma a causa di alcuni problemi che fece in passato, venne degradato a suonatore del gong. È un draghetto simpatico, astuto, sarcastico, gentile e onesto, anche se un po' goffo e pasticcione. Diventerà il migliore amico di Mulan, e alla fine del film verrà reintegrato come drago guardiano della famiglia Fa.
- Cri-Cri: è un grillo consegnato a Mulan dalla nonna come portafortuna. Diventa un fedele compagno di avventura della ragazza e Mushu, e sul finale del film entra a far parte della famiglia di antenati.
- Khan: è un cavallo nero con sfumature bianche sopra gli zoccoli, appartenente a Mulan, verso la quale è molto protettivo. Prova inizialmente astio nei confronti di Mushu e quando si sente disturbato da quest'ultimo gli sputa addosso oppure lo prende a calci, (cosa che accade anche nel secondo film), ma alla fine entrambi andranno d'accordo. Sopporta pazientemente il vivace cagnolino di Mulan, che sembrerebbe un misto tra un beagle e un pinscher.
- Li Shang: è il figlio del generale. È un ragazzo atletico, coraggioso, altruista, affascinante, riflessivo e introverso. È molto affezionato al padre, ma alla morte del genitore, egli cambierà in maniera radicale: smetterà di dar corda ai soldati e semplicemente darà loro ordini. Nella versione in cinese, Shang è stato doppiato dall'attore Jackie Chan, il quale ha anche girato il video musicale della canzone Farò di te un uomo.
- Yao, Ling e Chien-Po: sono i principali amici di Mulan e coloro che, nonostante le iniziali incomprensioni, diventeranno i suoi più fedeli alleati (anche dopo aver scoperto la sua vera identità le resteranno accanto cercando di opporsi alla sua uccisione). Tutti e tre sono coraggiosi e altruisti, sebbene maldestri e pasticcioni.
- Chi-Fu: è il narcisista consigliere dell'imperatore che resta al fianco del capitano Li Shang per aggiornare il generale, padre del capitano, sui miglioramenti dei soldati al campo di addestramento. È un uomo severo, pomposo, arrogante e pieno di pregiudizi, che però diventa pauroso e codardo durante la guerra. Viene ripetutamente preso in giro dalle reclute ed è un misogino convinto con ha un astio notevole per Mulan, dopo aver scoperto che è una donna. Alla fine viene sollevato dal suo ruolo in maniera comica. È dipinto come un personaggio goffo e divertente, capace di strappare al pubblico più di una risata.
- Shan-Yu: è il principale antagonista del film, e capo degli Unni, che guida attraverso le montagne per arrivare a sconfiggere l'esercito cinese. È sempre accompagnato dal suo fedele falco sacro Hayabusa. È un uomo sadico, sarcastico, spietato, malvagio, crudele, ambizioso, barbarico, violento, carismatico e assetato di potere. Non è esperto di arti marziali, ma possiede una forza sovrumana che bilancia la sua mancanza di agilità.
- Fa Zhou: è il padre di Mulan. È un uomo saggio e coraggioso, oltre che gentile ed educato. Ama molto la figlia, sebbene a volte sia severo con lei.
- Fa Li: è la madre di Mulan. È una donna gentile ed educata, come il marito; vuole molto bene alla figlia.
- Nonna Fa: è la nonna di Mulan. È un'anziana spiritosa, maliziosa, eccentrica e buffa. La maggior parte delle scene in cui appare la mostrano fare cose stupide o rischiose. Ha un ottimo rapporto con la nipote: è proprio lei, nonostante non stimi molto gli antenati, a chiedere a questi ultimi di proteggerla.
- Gli antenati: sono coloro che proteggono la famiglia e a cui si rivolgono il padre, la madre e la nonna di Mulan affinché la proteggano.
- La Mezzana: è un'esaminatrice di aspiranti mogli, che compare solo all'inizio del film. Mulan è la prima che viene esaminata, ma non riesce nel suo compito di portare onore alla famiglia. Viene descritta come "più cattiva della morte, brutta e con le gambe corte".
- L'imperatore della Cina: è colui che dona a Mulan il suo stemma e la spada di Shan-Yu affinché tutto il mondo, attraverso lo stemma, sappia che lei ha salvato l'Imperatore e, attraverso la spada, che lei ha sconfitto il capo degli Unni. È un sovrano buono, saggio e amato dai suoi sudditi. Pronuncia la famosa frase "Il fiore che sboccia nelle avversità è il più raro e il più bello di tutti" riferendosi a Mulan mentre parla con il capitano Li Shang per incoraggiarlo a dichiarare ciò che prova per lei.

## Produzione
Barry Cook, che aveva lavorato come animatore degli effetti speciali sin dal 1982, diresse nel 1993 il cortometraggio con Roger Rabbit Trail Mix-Up prodotto nei nuovi studios della Feature Animation inaugurati in Florida. Dopo un invito a pranzo con Thomas Schumacher, a Cook vennero offerti due progetti in sviluppo: un racconto popolare scozzese con un drago o Mulan. Conoscendo l'esistenza dei draghi nella mitologia cinese, Cook suggerì di aggiungere un drago a Mulan, in cui una settimana dopo, Schumacher invitò Cook a rinunciare al progetto scozzese e ad accettare Mulan come suo prossimo progetto. In seguito, Cook è stato immediatamente assegnato come direttore iniziale del progetto. Mentre lavorava come animatore supervisore sui gargoyle del Il gobbo di Notre Dame, a Tony Bancroft è stato offerta l'opportunità per co-dirigere il film, e si unì al team creativo all'inizio del 1995.
Lo sviluppo di Mulan è iniziato nel 1994, dopo che il team di produzione ha inviato un gruppo selezionato di supervisori artistici in Cina per tre settimane per scattare fotografie e disegni di punti di riferimento locali per l'ispirazione; e per assorbire la cultura locale. I registi hanno deciso di cambiare il personaggio di Mulan per renderla più attraente e altruista e rendere lo stile dell'arte più vicino alla pittura cinese, con acquerello e design più semplice.
il team di produzione è volato a Datong, Luoyang, Xi'an, Jiayuguan, Dunhuang, Guilin e a Pechino, in Cina, dove Pam Coats è stata ispirata dalla collocazione di bandiere sulla Grande Muraglia.
Poiché non c'era nessun drago nella leggenda originale, Mulan non aveva compagni animali; fu Roy E. Disney a suggerire il personaggio di Mushu. Joe Grant ha creato il personaggio di Cri-Kee, anche se l'animatore Barry Temple ha ammesso che "i registi non lo volevano nel film, il dipartimento della storia non lo voleva nel film." Durante lo sviluppo del film, Grant avrebbe fatto scivolare gli schizzi di Cri-Kee sotto la porta dei registi.
Per creare 2.000 soldati Unni durante la sequenza di attacco degli Unni, il team di produzione ha sviluppato un software di simulazione della folla chiamato Attila. Questo software consente a migliaia di personaggi unici di muoversi autonomamente. Una variante del programma chiamato Dynasty è stata utilizzata nella sequenza di battaglia finale per creare una folla di 3.000 persone nella città proibita. L'API fotorealistica RenderMan della Pixar è stata utilizzata per il rendering della folla. Un altro software sviluppato per questo film è stato Faux Plane, che è stato utilizzato per aggiungere profondità alla pittura bidimensionale piatta. Anche se sviluppato in ritardo nel progresso della produzione, Faux Plane è stata inclusa in alcune scene. Durante la scena in cui i cinesi si inchinano a Mulan, la folla sono persone reali che si inchinano, poi modificata.
Come cristiano, Bancroft ha rifiutato di esplorare il buddismo all'interno del film.

## Colonna sonora
Jerry Goldsmith ha composto e diretto la colonna sonora, e Matthew Wilder ha scritto la canzone portante del film.

### Tracce
1. 98° & Stevie Wonder – True To Your Heart – 4:17
2. Syria – Riflesso – 3:36
3. G. Fasolino, M Cataldi, N Biondini, M Martello, C Dori, M. Magnani, L Heredia – Molto Onore Ci Darai – 3:03
4. M Cataldi – Riflesso – 2:27
5. V. Giannetti, M Cataldi, G Giannolla, V. Matteucci, E Papi, S Pozzoli – Farò Di Te Un Uomo – 3:22
6. Laura Lenghi, V. Giannetti, Michele Centonze, G Giannolla, V. Matteucci – Per Lei Mi Batterò – 2:27
7. Jerry Goldsmith – Taglio Di Capelli – 1:19
8. Jerry Goldsmith – Suite Per Mulan – 7:06
9. Jerry Goldsmith – Attacco Alla Muraglia – 4:59
10. Jerry Goldsmith – La Decisione Di Mulan – 3:22
11. Jerry Goldsmith – Germogli in Fiore – 6:27
12. Jerry Goldsmith – L'Attacco Degli Unni – 4:28
13. Jerry Goldsmith – Il Viaggio In Fiamme – 5:52
14. Vanessa-Mae – Reflection – 3:37

Durata totale: 56:22

## Distribuzione
Il film è stato distribuito il 19 giugno 1998 negli Stati Uniti, il 25 novembre 1998 in Italia.

### Edizione italiana
L'edizione italiana del film è stata curata dalla Disney Character Voices International con la supervisione di Laura Lanzoni, mentre la direzione del doppiaggio e i dialoghi sono curati da Francesco Vairano. Il doppiaggio venne eseguito presso la International Recording con la collaborazione della C.V.D. I testi italiani delle canzoni e la direzione musicale furono affidati a Michele Centonze.

### Edizioni home video

#### VHS
L'unica edizione in VHS uscì nel settembre del 1999.

#### DVD

##### Prima edizione
La prima edizione in DVD uscì nel 2000, distribuita dalla Warner Home Video. Questa edizione presenta il film in formato video 16:9 ed è priva di contenuti speciali.

##### Seconda edizione
La seconda edizione in DVD uscì a novembre 2004, distribuita dalla Walt Disney Studios Home Entertainment, in edizione a due dischi. Anche questa edizione, come quella Warner, presenta il film in formato video 16:9. Nel 2015 è uscita a disco singolo per la serie Disney: I Classici.

##### Terza edizione
Nel 2008 è stata distribuita un'edizione intitolata: Mulan - I Capolavori del Musical Disney - Edizione Limitata in confezione Digipack. Questa edizione presenta il film originale, i testi delle canzoni e la modalità musicale.

#### Blu-ray Disc
Nel 2013, la Walt Disney Studios Home Entertainment ha distribuito una versione restaurata in Full HD (1080p).

## Accoglienza

### Incassi
Mulan ha incassato 22,8 milioni di dollari nel suo weekend di apertura, al secondo posto dietro a X-Files. Ha incassato 120 milioni di dollari negli Stati Uniti e in Canada messi insieme e 304 milioni di dollari in tutto il mondo, diventando il secondo film per famiglie con il maggior incasso dell'anno, dietro A Bug's Life, e il settimo film con il maggior incasso dell'anno in generale. Mentre Mulan ha superato a livello nazionale i due film d'animazione Disney che lo avevano preceduto, Il gobbo di Notre Dame e Hercules, i suoi ritorni al botteghino non sono riusciti a eguagliare quelli dei film Disney della prima metà del Rinascimento come La bella e la bestia, Aladdin e Il re leone. A livello internazionale, le sue uscite con i maggiori incassi includono quelle nel Regno Unito (14,6 milioni di dollari) e in Francia (10,2 milioni di dollari).

### Critica
Rotten Tomatoes ha dato al film un punteggio di approvazione del 92%, basato su 142 recensioni, con una valutazione media di 7,6/10. Il consenso del sito recita: "Esplorando i temi del dovere e dell'onore della famiglia, Mulan apre nuovi orizzonti come film Disney, pur portando sullo schermo animazioni vibranti e personaggi vivaci." In un conto alla rovescia del 2009, il sito lo ha classificato ventiquattresimo dei cinquanta film d'animazione Disney canonici. Su Metacritic, il film ha un punteggio di 71 su 100, basato su 24 critici, che indica "recensioni generalmente favorevoli".
Roger Ebert, recensendo per il Chicago Sun-Times, ha assegnato a Mulan tre stelle e mezzo su quattro nella sua recensione scritta. Ha detto che "Mulan è un risultato impressionante, con una storia e un trattamento in classifica con La Bella e la Bestia e Il re leone". Allo stesso modo, James Berardinelli di ReelViews ha assegnato al film tre stelle e mezzo su quattro lodando il personaggio principale, il tema della guerra e l'animazione. Ha concluso che "Gli adulti apprezzeranno la profondità della caratterizzazione mentre i bambini adoreranno il compagno di Mulan, un drago colorato di nome Mushu. Tutti saranno intrattenuti [da] la trama in rapido movimento e la ricca animazione." Owen Gleiberman di Entertainment Weekly ha classificato il film con una B+ scrivendo "Vivamente animato, con una tavolozza prorompente che evoca sia la grandiosità invernale che lo splendore decorativo dell'antica Cina, Mulan è abile e soddisfacente in un modo un po' remoto".
Gene Siskel del Chicago Tribune ha descritto il film come "una grande delusione rispetto agli altri film recenti dello studio su un'eroina in cerca di indipendenza". È stato inoltre critico nei confronti della caratterizzazione di Mulan rispetto ad Ariel e Belle, e ha affermato che "il design del film non sfrutta l'ispirazione fornita dagli artisti cinesi classici e le canzoni non sono memorabili". Kenneth Turan del Los Angeles Times ha scritto "Mulan ha i suoi successi, ma a differenza del meglio della produzione Disney, risulta più artificiale che magico". Mentre ha elogiato il personaggio del titolo, ha sottolineato che "l'ormai standard batticuore è così tiepido che nemmeno cinque scrittori accreditati possono farlo rivivere, e le canzoni di Matthew Wilder e David Zippel (con Lea Salonga e Donny Osmond che cantano per i protagonisti) mancano della scintilla che i testi di Zippel hanno portato al sottovalutato Hercules." Ed Gonzalez di Slant Magazine ha criticato il film come "senz'anima" nella sua rappresentazione della società dell'Asia orientale. Janet Maslin del New York Times ha criticato la mancanza di dettagli nell'arte dello sfondo e l'ha descritta come "il più inerte e stereotipato dei recenti film d'animazione Disney".
Il film è stato anche oggetto di commenti da parte della critica femminista. Mimi Nguyen afferma che il film "prende in giro i ruoli di genere in definitiva repressivi che cercano di rendere Mulan una creatura addomesticata". Nadya Labi era d'accordo, dicendo che "c'è un testo nel film che smentisce la spavalderia dell'intero movimento del potere femminile". Ha sottolineato che Mulan aveva bisogno di diventare un ragazzo per realizzare ciò che ha fatto. Anche Kathleen Karlyn, assistente professore di inglese all'Università dell'Oregon, ha criticato la rappresentazione dei ruoli di genere nel film: "Per poter anche solo immaginare l'eroismo femminile, lo collochiamo nel regno della fantasia". Pam Coats, la produttrice di Mulan, ha affermato che il film mira a presentare un personaggio che mostra influenze sia maschili che femminili, essendo sia fisicamente che mentalmente forte.

## Riconoscimenti
- 1999 - Premio Oscar
  - Candidatura per la migliore colonna sonora (musical o commedia) a Matthew Wilder, David Zippel e Jerry Goldsmith
- 1999 - Golden Globe
  - Candidatura per la migliore colonna sonora originale a Jerry Goldsmith
  - Candidatura per la migliore canzone originale a Matthew Wilder e David Zippel per Reflection
- 1998 - Annie Award
  - Miglior film d'animazione
  - Miglior regia a Barry Cook e Tony Bancroft
  - Migliore recitazione a Ming-Na Wen
  - Miglior sceneggiatura a Rita Hsiao, Chris Sanders, Philip LaZebnik, Raymond Singer e Eugenia Bostwick-Singer
  - Migliori effetti animati a David Tidgwell
  - Miglior personaggio animato (Shang) a Ruben A. Aquino
  - Migliore colonna sonora a Matthew Wilder, David Zippel e Jerry Goldsmith
  - Miglior produzione a Pam Coats
  - Miglior scenografia a Hans Bacher
  - Miglior storyboarding a Chris Sanders
  - Candidatura per il miglior personaggio animato a Tom Bancroft per Mushu
  - Candidatura per il miglior personaggio animato a Mark Henn per Mulan
- 1998 - Bogey Awards
  - Bogey Award
- 1998 - Satellite Award
  - Candidatura per il miglior film d'animazione o a tecnica mista
- 1999 - ALMA Award
  - Candidatura per la miglior canzone a Christina Aguilera per Reflection
- 1999 - Artios Award
  - Candidatura per il miglior casting per un film d'animazione a Ruth Lambert

- 1999 - ASCAP Award
  - Top Box Office Films a Matthew Wilder
- 1999 - Blockbuster Entertainment Award
  - Candidatura per il miglior film d'animazione per la famiglia
- 1999 - BMI Film & TV Award
  - Miglior colonna sonora a Jerry Goldsmith
- 1999 - Florida Film Critics Circle Awards
  - Notizia Speciale
- 1999 - Golden Reel Award
  - Candidatura per il miglior montaggio sonoro in un lungometraggio d'animazione
  - Candidatura per il miglior montaggio sonoro negli effetti sonori
- 1999 - Grammy Award
  - Candidatura per la miglior canzone a Matthew Wilder e David Zippel per True To Your Heart
- 1999 - Online Film & Television Association
  - Miglior attrice per la famiglia a Ming-Na Wen
  - Candidatura per il miglior film per la famiglia a Pam Coats
  - Candidatura per il miglior attore per la famiglia a Eddie Murphy
  - Candidatura per il miglior cast per la famiglia
  - Candidatura per la miglior voce fuoricampo a Ming-Na Wen
  - Candidatura per la miglior colonna sonora originale per la famiglia a Jerry Goldsmith, Matthew Wilder e David Zippel
  - Candidatura per la miglior canzone originale a Matthew Wilder, David Zippel, Lea Salonga e Christina Aguilera per Reflection
- 1999 - Young Artist Awards
  - Candidatura per il miglior film d'animazione per la famiglia

## Altri media
Mulan è presente anche nel videogioco Kingdom Hearts II dove aiuta Sora, Paperino e Pippo nella Terra dei Dragoni. Il suo amico Mushu è utilizzabile anche nel primo capitolo del gioco tramite evocazione. In Disney Infinity 3.0 Mulan è un personaggio giocabile.
La fiaba sonora di questo film Disney è stata narrata da Lina Wertmüller, doppiatrice di Nonna Fa.
Nei Film Descendants del 2015 e Descendants 2 del 2017 é presente la figlia di Mulan Loonie.
Un romanzo tratto dal film è stato pubblicato dalla Giunti editore con il titolo Riflessi, e racconta la stessa storia ma con un twist differente che risponde alla domanda E se Mulan dovesse viaggiare nel Regno degli Spiriti?. Il libro è stato scritto da Elizabeth Lim.
I personaggi sono presenti in House of Mouse - Il Topoclub.

## Sequel
Il film ha riscontrato tanto successo da far produrre un seguito, intitolato Mulan II, uscito il 4 novembre 2004 in Europa e il 1º febbraio 2005 in USA in DVD e VHS.
La bambina a cui Mulan restituisce la bambola durante la prima canzone compare nel seguito come una delle sue allieve.

## Remake live-action
Nel marzo 2015 viene annunciato un remake in live action, basato su un copione già scritto da Elizabeth Martin e Lauren Hynek. Nell'ottobre 2016 la Disney rivela che il film, con una riscrittura ad opera di Rick Jaffa e Amanda Silver, verrà distribuito in 3D il 2 novembre 2018, e di essere alla ricerca di un'attrice cinese per il ruolo della protagonista.
Il 14 febbraio 2017 la Disney ha reso noto che il film sarà diretto da Niki Caro, rendendola la seconda regista di un film Disney con un budget superiore ai 100 milioni di dollari; inoltre Bill Kong parteciperà come produttore esecutivo. Il 17 marzo 2017 Niki Caro annuncia che con tutta probabilità il remake live-action non sarà un musical, per poi smentire affermando che la decisione finale non è ancora stata presa.
Nel luglio 2017, durante il D23 Expo, viene annunciato che l'uscita del film è stata rimandata e che al suo posto sarebbe uscito Lo schiaccianoci e i quattro regni.
Nel novembre 2017 Liu Yifei ottiene il ruolo della protagonista.
Le riprese sono iniziate nell'agosto 2018 e l'uscita del film è prevista per il 27 marzo 2020.
Tuttavia con l'avvento della piattaforma digitale Disney+ e della Pandemia di COVID-19, l'uscita cinematografica della pellicola, originariamente prevista in molti paesi come Stati Uniti, Inghilterra, Francia e Italia, viene annullata in favore della distribuzione in streaming del servizio che è avvenuta il 4 settembre 2020.